# Boku no kanojo ga majime sugiru shojo bitch na ken
Boku no kanojo ga majime sugiru shojo bitch na ken (僕の彼女がマジメ過ぎる処女ビッチな件? lett. "La mia fidanzata è una vergine che esagera nel fare la puttana"), anche noto come My Girlfriend is a Faithful Virgin Bitch oppure My Girlfriend is Shobitch, è un manga scritto e disegnato da Namiru Matsumoto, serializzato sul sito web Niconico Seiga dal 20 luglio 2015 al 13 settembre 2019. Un adattamento anime, coprodotto da Diomedéa e Studio Blanc, è stato trasmesso in Giappone tra l'11 ottobre e il 13 dicembre 2017.

## Personaggi
Akiho Kōsaka (香坂秋穂?, Kōsaka Akiho)
Doppiata da: Aoi Yūki
Shizuku Ariyama (有山雫?, Ariyama Shizuku)
Doppiata da: Rarisa Tago Takeda
Haruka Shinozaki (篠崎遥?, Shinozaki Haruka)
Doppiato da: Mitsuhiro Ichiki
Rina Saijō (西城梨奈?, Saijō Rina)
Doppiata da: Natsumi Yamada
Kanata Shinozaki (篠崎奏多?, Shinozaki Kanata)
Doppiata da: Yuki Yagi

## Media

### Manga
Il manga, scritto e disegnato da Namiru Matsumoto, ha iniziato la serializzazione sul sito web Niconico Seiga il 20 luglio 2015, e viene serializzato anche sui siti web Comic Walker e Comic Newtype. Il primo volume tankōbon è stato pubblicato da Kadokawa il 9 aprile 2016 e al 10 dicembre 2019 ne sono stati messi in vendita in tutto otto.

#### Volumi
| Nº | Data di prima pubblicazione              | Data di prima pubblicazione                                                 | Data di prima pubblicazione |
| Nº | Giapponese                               | Giapponese                                                                  |                             |
| -- | ---------------------------------------- | --------------------------------------------------------------------------- | --------------------------- |
| 1  | 9 aprile 2016                            | ISBN 978-4-04-104146-8                                                      |                             |
| 2  | 26 ottobre 2016                          | ISBN 978-4-04-104874-0                                                      |                             |
| 3  | 25 marzo 2017                            | ISBN 978-4-04-105550-2                                                      |                             |
| 4  | 10 agosto 2017                           | ISBN 978-4-04-105985-2                                                      |                             |
| 5  | 10 ottobre 2017                          | ISBN 978-4-04-105986-9                                                      |                             |
| 6  | 26 maggio 2018 (ed. regolare & limitata) | ISBN 978-4-04-106421-4 (ed. regolare) ISBN 978-4-04-106422-1 (ed. limitata) |                             |
| 7  | 10 gennaio 2019                          | ISBN 978-4-04-107714-6                                                      |                             |
| 8  | 10 dicembre 2019                         | ISBN 978-4-04-108098-6                                                      |                             |

### Anime

Logo della serie

Annunciato il 9 giugno 2017 sul sito web Comic Newtype di Kadokawa, un adattamento anime, coprodotto da Diomedéa e Studio Blanc per la regia di Nobuyoshi Nagayama, è andato in onda dall'11 ottobre al 13 dicembre 2017. La composizione della serie è stata affidata a Hideki Shirane, mentre il character design è stato sviluppato da Shōko Yasuda. Le sigle di apertura e chiusura sono rispettivamente Eien labyrinth (永遠ラビリンス?, Eien rabirinsu) di Aoi Yūki e Ai no himitsu (恋のヒミツ?) delle Pua:re (un gruppo formato dalle doppiatrici Yuki Yagi, Natsumi Yamada, Marin Mizutani e Miyū Ogura). Gli episodi sono stati trasmessi in streaming in simulcast da Sentai Filmworks su Anime Strike negli Stati Uniti e su altre piattaforme digitali altrove. Due episodi OAV sono stati pubblicati in allegato all'edizione limitata del sesto volume del manga il 26 marzo 2018.

#### Episodi
| Nº | Titolo italiano (traduzione letterale) Giapponese 「Kanji」 - Rōmaji                                                                         | In onda          | In onda |
| Nº | Titolo italiano (traduzione letterale) Giapponese 「Kanji」 - Rōmaji                                                                         | Giapponese       |         |
| 1  | No, per favore non aprire così tanto… 「やっ、そんなに広げないで下さい…」 - Ya, sonna ni hirogenaide kudasai…                                | 11 ottobre 2017  |         |
| 2  | "Tiralo fuori così com'è!"… andrebbe bene se lo dicessi? 「『そのまま出して！』…って言えばいいの？」 - "Sono mama dashite!"… tte ieba ii no? | 18 ottobre 2017  |         |
| 3  | Mh, due allo stesso tempo… è la prima volta. 「んっ、二本同時は初めて…です。」 - N, nihon dōji wa hajimete… desu.                            | 25 ottobre 2017  |         |
| 4  | Q-quindi è così che va… 「こ、こんな風になるんですのね…。」 - Ko, konna fū ni narun desu no ne…                                              | 1º novembre 2017 |         |
| 5  | Si è strappato… che faccio?! 「破れてたって…どうしよう！？」 - Yaburete tatte… dō shiyō!?                                                    | 8 novembre 2017  |         |
| 6  | N-non mostrarlo agli altri, capito? 「ほ、他の人には見せないでね？」 - Ho, hoka no hito ni wa misenaide ne?                                  | 15 novembre 2017 |         |
| 7  | Non riesco più… a pensare a niente… 「もう…何も考えられない…」 - Mō… nani mo kangaerarenai…                                                  | 22 novembre 2017 |         |
| 8  | N-non sto dicendo che puoi spingerti fin lì! 「そ、そこまでしていいなんて言ってないっ！」 - So, soko made shite ii nante ittenai!            | 29 novembre 2017 |         |
| 9  | Ti ho già detto non così all'improvviso!! 「いきなりはダメって言ったのにぃぃ！！」 - Ikinari wa dame tte itta no ni!!                        | 6 dicembre 2017  |         |
| 10 | Non, resisto, più! 「もう、我慢でき、ませんっ！」 - Mō, gaman deki, masen!                                                                   | 13 dicembre 2017 |         |